# Rivoluzione (Rocco Hunt)
Rivoluzione è il quinto album in studio del rapper italiano Rocco Hunt, pubblicato il 5 novembre 2021 dalla Epic Records.

## Descrizione
Il disco si compone di quindici brani, tra cui i singoli resi disponibili dall'artista tra l'estate 2020 e quella 2021: Sultant' a mia, A un passo dalla Luna, Che me chiamme a fa? e Un bacio all'improvviso.
La copertina è stata realizzata dallo street artist Jorit e mostra il viso di Rocco Hunt ricoperto di marchi tribali, che rappresentano, secondo il rapper, il riscatto degli ultimi e delle periferie.

## Tracce
1. Nel percorso (Lele Adani Intro) – 0:39
2. Rivoluzione – 2:45
3. Solido (con Gué Pequeno) – 2:51
4. Fantastica (con i Boomdabash) – 3:07
5. L'urdemo vase – 3:08
6. Caffelatte (con Carl Brave) – 2:54
7. Vada come vada (con Fabri Fibra) – 2:48
8. Fiocco azzurro – 2:41
9. Regole da infrangere (con Luchè) – 3:01
10. Fa'o' brav' (con Emis Killa, Yung Snapp, MV Killa e Lele Blade) – 3:47
11. Te penso ancora – 2:28
12. Un bacio all'improvviso (con Ana Mena) – 2:47
13. Che me chiamme a fa? (con Geolier) – 2:41
14. A un passo dalla Luna (con Ana Mena) – 2:47
15. Sultant' a mia – 2:30

Riedizione digitale del 2022
1. Caramello (con Elettra Lamborghini e Lola Índigo) – 3:17

## Classifiche

### Classifiche settimanali
| Classifica (2021) | Posizione massima |
| ----------------- | ----------------- |
| Italia            | 1                 |
| Svizzera          | 70                |

### Classifiche di fine anno
| Classifica (2021) | Posizione |
| ----------------- | --------- |
| Italia            | 86        |
| Classifica (2022) | Posizione |
| Italia            | 26        |
| Classifica (2023) | Posizione |
| Italia            | 61        |